# シトラスパーク瀬戸田

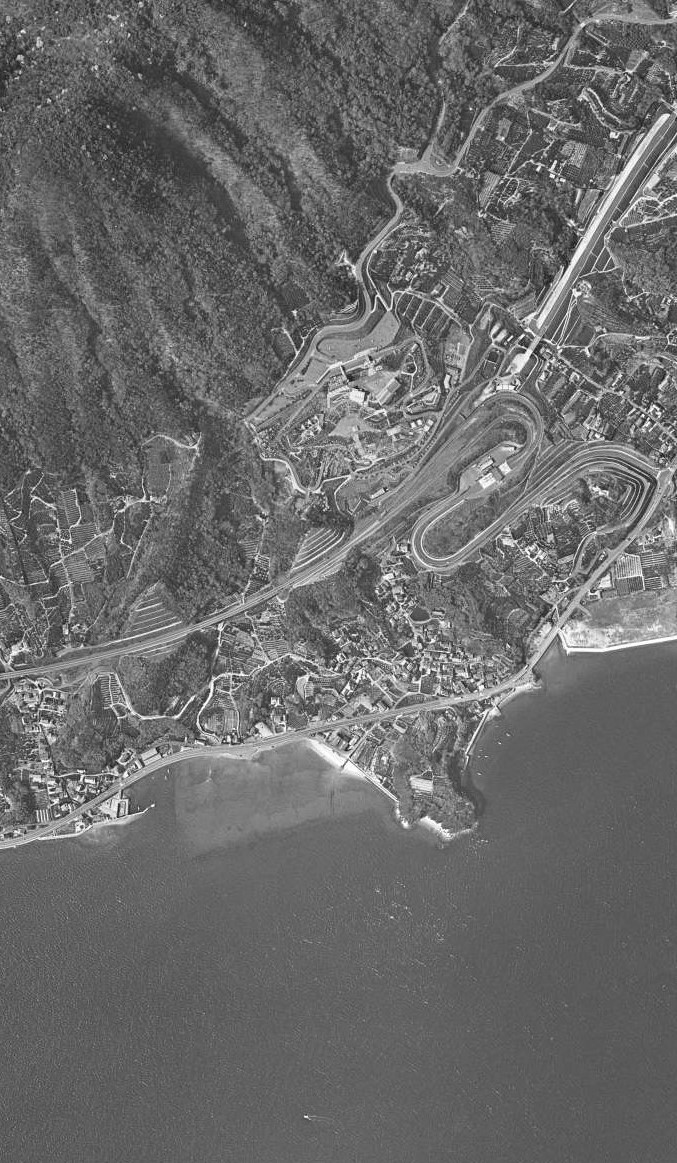
2005年。

シトラスパーク瀬戸田（シトラスパークせとだ、英: CITRUS PARK SETODA）は、広島県尾道市の生口島にある公園。
1998年に農業公園系テーマパークとして開場し2015年に一時休園、2022年にグランピング施設「LEMON FARM GLAMPINGしまなみ」を中心とした公園として再開場した。施設は尾道市が所有し（株）せともすが管理する。

## 施設
西瀬戸自動車道（しまなみ海道）生口島南ICの北側斜面に立地する。1,300本のレモンの木やドッグランの（無料）公園施設部分と、（有料）グランピング施設からなる。
- 公園概況
  - 敷地面積 : 約12ha [1]
  - 開園 : 午前9時 - 午後4時30分[2]

LEMON FARM GLAMPINGしまなみの主な特徴は以下の通り。
- 全棟にプライベートガーデン・焚火台完備[3]
- 全棟に冷暖房完備の個別食事スペース・トイレ・お風呂完備[3]
- 専用ドッグラン付きヴィラが2棟[3]
- 専用テントサウナ付きの部屋が2棟[3]

## 沿革
そもそもの発端は、向島・因島と共にこの地域の主要産業で不況を受けやすい造船業に代わる新たな産業として観光業に着目し、広島県により考えだされた「園芸ベルト構想」から始まる。この構想時点でしまなみ海道（生口島道路）は開通前で、向島に洋ランセンター、因島にフラワーセンターが開園し、そして1991年生口橋完成により本州から生口島まで繋がることになった。
つまり、県による園芸ベルト構想最後の施設として、豊田郡瀬戸田町による観光振興事業および農業活性化、更にしまなみ海道整備の関連事業として、1998年3月日本初の柑橘類のテーマパーク「シトラスパーク瀬戸田」が開園した。当初運営は県・町そして内海造船の第三セクターである（株）シトラスパークによるものであった。翌1999年しまなみ海道が繋がったことから、島は観光ブームに湧き、シトラスパークもこの年に年間最大で約52万人が訪れている。当時は有料であり、中心施設であるシトラスパビリオンなどに約500種の柑橘類を収集、瀬戸内海の遠景を楽しめる施設であった。2001年かおり風景100選に選ばれている。
ただ一過性のしまなみ観光バブルが弾けると来園者数も減ったことから2003年（株）シトラスパークは経営に行き詰まり解散、2004年から瀬戸田町運営の無料施設となった。そして市町村合併により2006年から尾道市が運営することになり、多目的公園として再整備する方向となったが、施設の老朽化や維持費の負担が大きくなったことから、2015年より休園した。
この頃よりしまなみ海道サイクリングロードが脚光を浴びサイクリングブームが起きていたことから、尾道市はそれを見込んで健康をテーマとした観光スポットして再開場するべく模索した。あわせて公園内の県所有分資産を尾道市に無償譲渡された。2021年尾道市は活用事業者の選定審査を実施し、その中で㈱マリモホールディングス・ひろぎんエリアデザイン㈱（ひろぎんホールディングス）・㈱瀬戸内ブランドコーポレーションの3者による共同事業体を候補者に選定した。運営は、新たに設立された（株）せともすに委託し、2022年8月より再オープンしている。

## 交通
- 生口島南ICから車で約5分[2]
- 生口島北ICから車で約13分[2]

## 参考資料
- 公式ホームページ（広島県） - ウェイバックマシン（1999年2月25日アーカイブ分）
- 公式ホームページ（瀬戸田町） - ウェイバックマシン（2003年7月11日アーカイブ分）
- シトラスパーク瀬戸田 - 尾道市 - ウェイバックマシン（2016年12月20日アーカイブ分）